# Markland
Den här artikeln handlar om jordvärderingsenheten. För det historiska landet, se Markland (land).
Ett markland var under medeltiden i Svealand ett mått på värdet av en jordegendom, knutet till avkastningen snarare än till arealen. Även kvarnar och andra tillgångar, till och med sjöar, kunde värderas i markland. Ett markland = 8 öresland = 24 örtugland = 192 penningland.
Om marklandets ursprung råder delade meningar. Sannolikt avser ett markland ursprungligen den mängd jord för vilken den årliga avraden eller skatten var en mark silver. Marklandet utgjorde också ursprungligen norm för jordpriset. Det rätta, eller skäliga, priset (latin: justum pretium) för ett markland jord var 24 mark silver, vilket tyder på att det egentligen var örtuglandet som var basenheten för jordvärdering. I Götaland användes under medeltiden på samma sätt värderingsmåttet attung, som motsvarade ungefär ½ markland.
Marklandsvärderingen infördes successivt från och med 1100-talet och hade under 1300-talet helt ersatt eventuella tidigare system i svealandskapen. De delade meningarna om marklandets ursprung gäller främst frågan om den är en inhemsk uppfinning eller en importerad metod. En dominerande uppfattning bland medeltidshistoriker är att marklandet ersatte attungen som antas vara det ursprungliga jordmåttet i hela Sverige. En fråga som sysselsatt forskare är om marklandet är en "naturlig" utveckling av attungen eller om den mer eller mindre blev framtvingad av statsmakten och/eller den katolska kyrkan i samband med den statsbildningsprocess som ägde rum under 1100- och 1200-talet. Numera har uppfattningen att det främst var den katolska kyrkan som stod bakom marklandets implementering i Sverige det starkaste stödet. Den av Erik Lönnroth framförda tesen att marklandet tillkom först vid mitten av 1200-talet på statsmaktens initiativ är numera helt övergiven av forskningen.
Omfattande undersökningar, främst av Folke Dovring och David Hannerberg, har visat att marklandet ofta kan användas som ett ungefärligt arealmått och att det i områden där tvåsäde dominerade jordbruket motsvarade ca 12 hektar.
Marklandets underavdelningar kom i senare tid att spela en viktig roll vid den successiva övergången till en systematisk och enhetlig arealmätning av all skattejord i Sverige. Som ett led i reformarbetet skapades för detta syfte i början av 1600-talet det geometriska öreslandet. Ändringen ingår i ett större sammanhang. Under 1600-talet genomfördes en mängd reformer för i stort sett alla gamla måttsystem. Det övergripande syftet var att skapa gemensamma mått för hela riket och avskaffa de otaliga lokala måtten. De flesta av de mått som i olika uppslagsverk betecknas som "gamla svenska mått" är just dessa genom 1600-talets reformer framtagna ”riksmått”.